# Саддл-Ридж (Колорадо)
Саддл-Ридж (англ. Saddle Ridge) — переписна місцевість (CDP) в США, в окрузі Морган штату Колорадо. Населення — 66 осіб (2020).

## Географія
Саддл-Ридж розташований за координатами 40°18′47″ пн. ш. 103°48′8″ зх. д. / 40.31306° пн. ш. 103.80222° зх. д. (40.313071, -103.802297).  За даними Бюро перепису населення США в 2010 році переписна місцевість мала площу 0,45 км², уся площа — суходіл.

## Демографія
Згідно з переписом 2010 року, у переписній місцевості мешкало 56 осіб у 20 домогосподарствах у складі 20 родин. Густота населення становила 124 особи/км².  Було 21 помешкання (47/км²).
Расовий склад населення:
| - 82,1 % — білих - 17,9 % — чорних або афроамериканців |

До двох чи більше рас належало 0,0 %. Частка іспаномовних становила 10,7 % від усіх жителів.
За віковим діапазоном населення розподілялося таким чином: 19,6 % — особи молодші 18 років, 51,8 % — особи у віці 18—64 років, 28,6 % — особи у віці 65 років та старші. Медіана віку мешканця становила 50,3 року. На 100 осіб жіночої статі у переписній місцевості припадало 100,0 чоловіків;  на 100 жінок у віці від 18 років та старших — 87,5 чоловіків також старших 18 років.
Середній дохід на одне домашнє господарство  становив 179 745 доларів США (медіана — 183 889), а середній дохід на одну сім'ю — 179 745 доларів (медіана — 183 889). 
Цивільне працевлаштоване населення становило 51 осіб. Основні галузі зайнятості: освіта, охорона здоров'я та соціальна допомога — 31,4 %, науковці, спеціалісти, менеджери — 23,5 %, транспорт — 17,6 %, виробництво — 17,6 %.